# Bradina cauvinalis
Bradina cauvinalis là một loài bướm đêm trong họ Crambidae.